# Carnaval de La Aldea de San Nicolás
En la época de Carnaval que se celebra en la localidad de La Aldea de San Nicolás de la Isla de Gran Canaria (Islas Canarias, España), se ha recuperado elementos tradicionales como las máscaras; el uso de velos o paños para ocultar la cara; la vestimenta vieja; una vara de caña o un cestillo. A los niños también se les disfraza con zaleas y se les tizna la cara; manos y piernas de negro. Un adulto les acompaña, haciendo de pastor, recordando costumbres ancestrales que tienen que ver con los rituales de fertilidad.

A mediados de febrero, los romanos celebraban las lupercalias; desnudos, los jóvenes llamados luperci corrían alocadamente azotando con la piel del macho cabrío a las mujeres estériles

En Gran Canaria, y más concretamente en La Aldea de San Nicolás, tras las investigaciones realizadas por el Proyecto de Desarrollo Comunitario, donde consultaron a gran cantidad de informantes, todos aseguraban que antiguamente solían vestir a los niños de cabras y machos, con cencerras y pieles y que iban por los caminos y las calles del pueblo a modo de ganado con una o dos personas mayores que eran y hacían de pastores. 